# Uliche

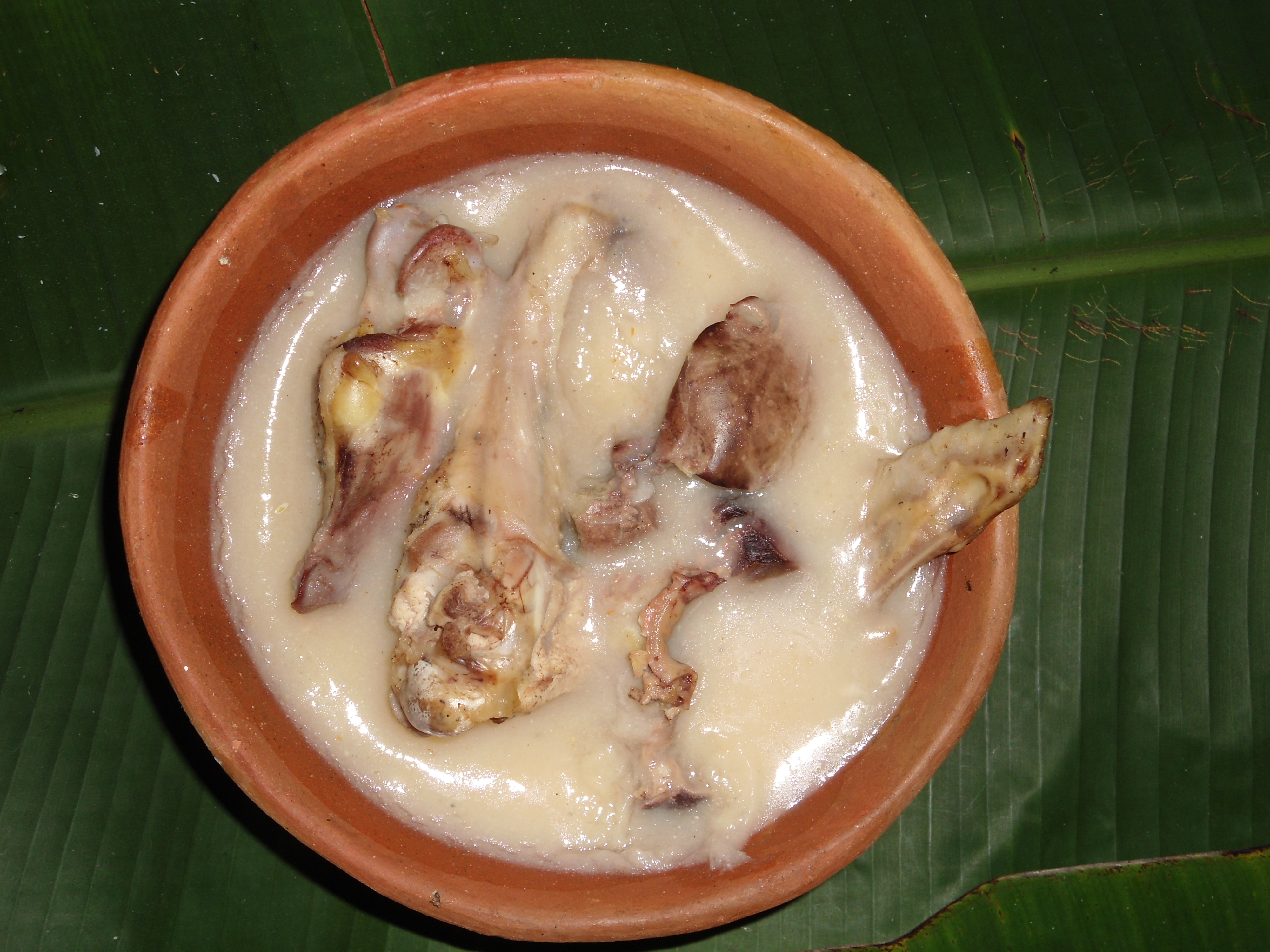
Uliche de pavo en la comunidad chontal de Tucta, Nacajuca, Tabasco.

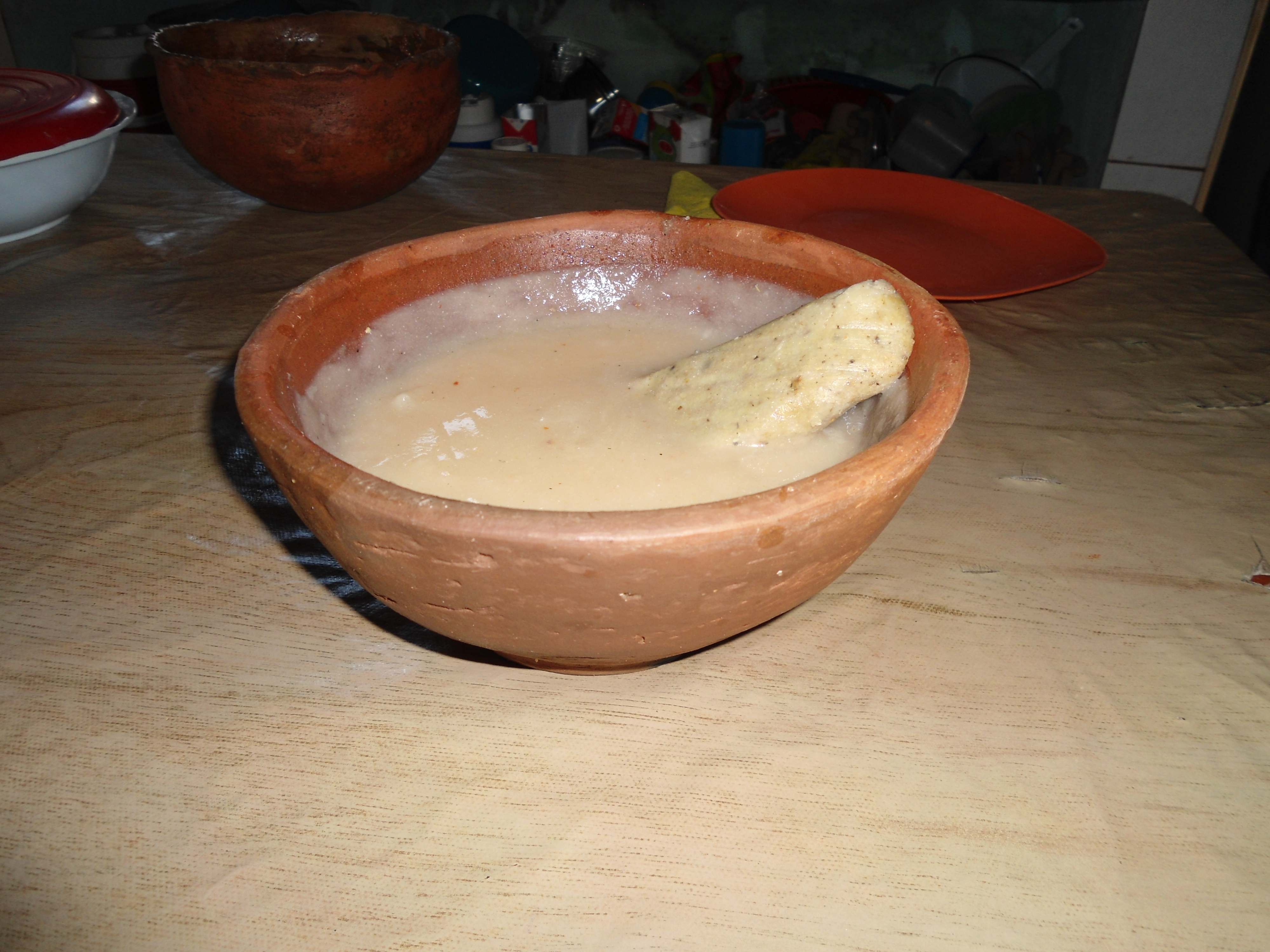
Uliche acompañado de una manea y servido en el tradicional «cajete».

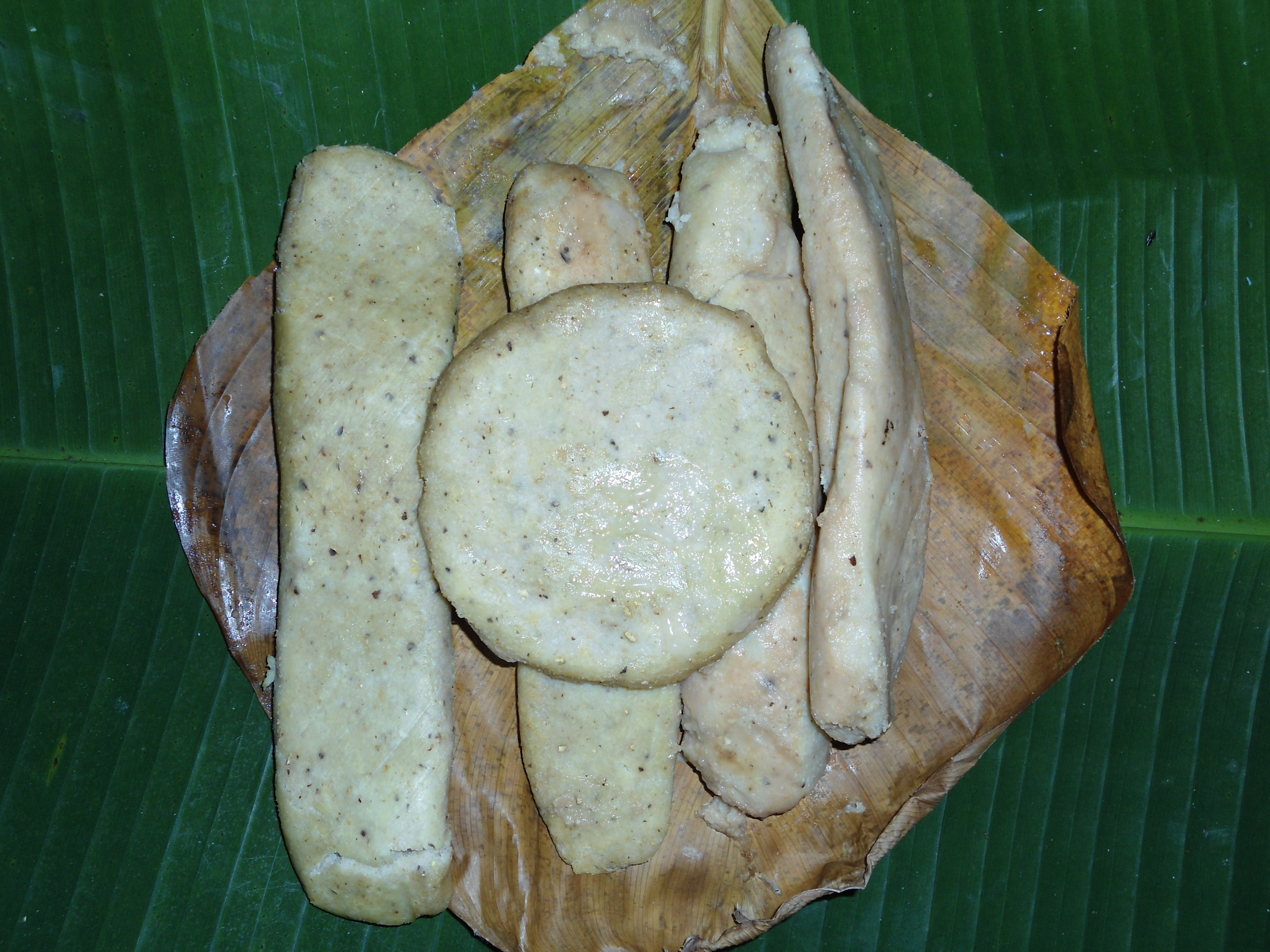
La llamada «manea» por los chontales es un tamal delgado y sin relleno que es usado a manera de tortilla para acompañar el uliche.

El uliche o huliche que en maya chontal significa «mole», es un platillo mexicano típico del estado de Tabasco, México, y se prepara principalmente para el Día de muertos y en rezos, en las comunidades rurales del estado, aunque puede ser consumido cualquier otro día, y consiste en caldo elaborado de masa batida y agua, con carne de res o pavo con hueso, hervida, al que se le adiciona un guiso de cebolla, tomate, chile dulce y ajo, ya servido, se le agregan pepitas  de calabaza y chile amashito al gusto.
El uliche es popular en las comunidades chontales del estado de Tabasco, y surgió en el centro del estado, principalmente en el medio rural (en los municipios de Nacajuca, Centro, Jalpa de Méndez, Macuspana y Centla).
Con una tradición milenaria, el uliche es considerado como el «mole blanco» de las zonas indígenas, por su consistencia, olor y sabor, el cual se hace originalmente de pavo, sin embargo también puede ser elaborado de carne de gallina, cerdo, o res, lo que permite diversificar los olores y sabores de este platillo.

## Preparación
En una cazuela de barro con agua se ponen las piezas de pavo o carne de res y se deja en el fogón hasta que hierva; posteriormente se retira toda la carne dejando que esta se ventile a temperatura ambiente, después, se machaca masa de maíz, revuelta con un poco de agua y se hecha a la cazuela, y se mueve hasta que se espesa el caldo. A continuación se hecha la carne de nuevo a la cazuela y al caldo se le agrega el guiso que se prepara machacando en metate 1/2 cebolla, un chile dulce, dos tomates y dos dientes de ajo; se fríe el guiso antes de echarlo a la cazuela.
Adicionalmente se muele en molcajete achiote y comino, y se agrega al caldo. Se mueve hasta que la masa ya este cocida.   Al final se sirve en un plato de barro llamado "cajete" y se le echa semillas de calabaza molida y chile amashito al gusto. Por lo general, el uliche se acompaña con una "manea chontal" que es un tamal muy delgado, típico de la gastronomía chontal elaborado de masa, sin relleno, y que se usa a manera de tortilla.